# جيفري روس
جيفري روس الدكتور جيف روس عالم آثار مختص في حقبة ما قبل التاريخ، ويختص في فترات العصر الحجري القديم والعصر الحجري الحديث في شبه الجزيرة العربية. تتعرض الحقول التي اختص بها إلى مواضيع عديدة تشمل أصول الإنسان الحديث، تكنولوجيا الأدوات الحجرية، علم الجينات البشرية، المنحوتات على الحجر، علم االآثار الجيولوجي، علم الآثار التحت مائي وعلم الأساطير الشرقية.

## دراسته
يحمل شهادة بكالوريوس فنون في الكلاسيكيات، وماجستير فنون في علم الآثار من جامعة بوسطن، وماجستير فنون ودكتوراة في الانثروبولوجي من جامعة ساوثرن ميثودست.
على مدى الأربعة وعشرين سنة الماضية، قام جيف ببحوث ميدانية في شمال أمريكا، ويلز، أوكرانيا، إسرائيل، البرتغال، اليمن، الإمارات العربية المتحدة وعمان.

## ابحاثه
منذ 2002، قام بتنفيذ مشروع بحثي مستمر في منطقة ضفار في جنوب سلطنة عمان.
ذكر عمله في سلسلة بي بي سي الوثائقية المعنونة «رحلة الإنسان العظيمة» و«تعرف على الإيزارديون» إضافة إلى مونتاج الناشيونال جيوغرافيك «الغوص في طوفان نوح».
تكريماً لاكتشافاته في جزيرة العرب، سمي جيف أحد المستكشفين الجدد لسنة 2012 من قبل النشيونال جيوغرافيك.